# Transports en Chine

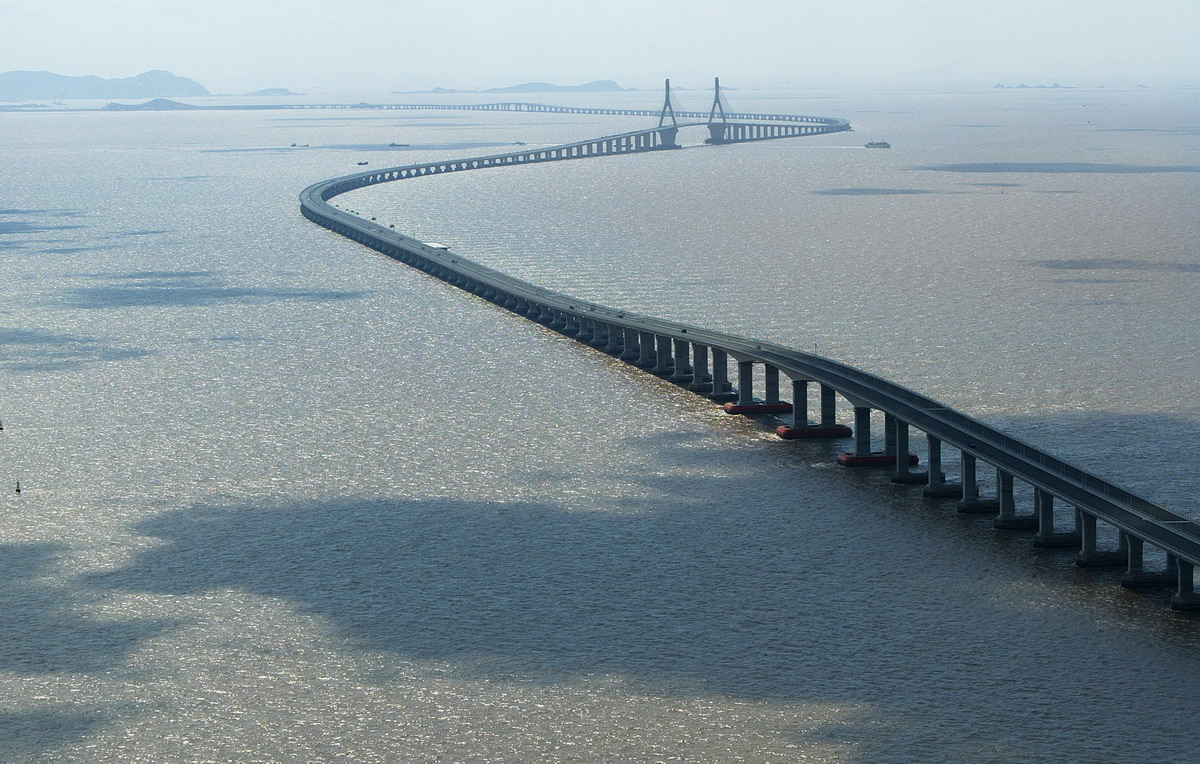
Le pont de Donghai.

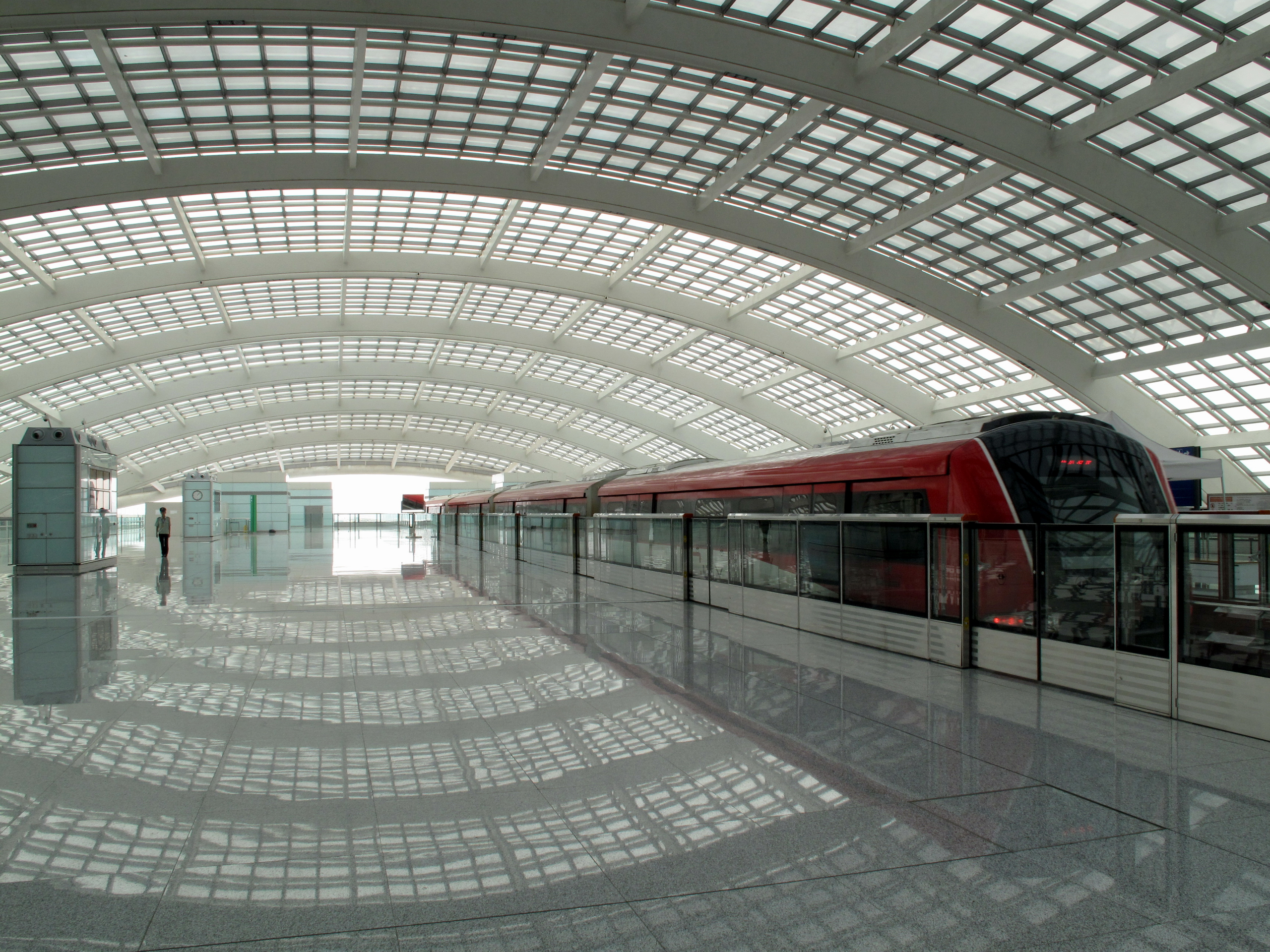
L'aéroport international de Pékin.

Une grande partie des systèmes de transport en Chine (chinois simplifié : 中国交通) a été construite depuis la création de la République populaire en 1949 et surtout depuis le début des années 1980. Le rail, qui est le principal mode de transport du pays, avant 1950, il n'y avait que 21 800 km de lignes ferroviaires. En décembre 2020, le réseau de chemin de fer atteint 144 000 km. Le transport aérien a également connu une forte croissance depuis la fin des années 1990. À la même époque, le gouvernement a étendu le réseau autoroutier, pour qu'il fasse en 2009 à plus de 65 000 km. La Chine a ainsi le deuxième plus grand réseau autoroutier du monde, après les États-Unis. 
Cependant, l'équipement du pays dans ces infrastructures varie fortement selon la région, avec d'importantes disparités locales, les régions les moins bien équipées sont ainsi l'ouest du pays, notamment le Tibet, de par ses reliefs, puis le Xinjiang, la Mongolie-Intérieure et le Yunnan. Les régions les plus desservies sont ainsi les régions urbaines de l'est, dans la région comprise entre les métropoles de Wuhan, Shanghai, Xi'an et Harbin ainsi que le centre du pays.
En 2005, le trafic voyageur, en personnes-kilomètres parcourus, se répartit à 53 % dans le routier, en comprenant le transport par bus, à 34 % dans le ferroviaire et à 13 % dans l'aérien. Le fret, en tonnes-kilomètres, est réparti à 55 % dans le ferroviaire, à 24 % dans le routier, à 15 % dans de cabotage, à 5 % dans le fluvial et 1 % par oléoducs et gazoducs.
Objectifs de développement des réseaux de transport du 14e plan quinquennal (2021-2025) :
- réseau ferré : 165 000 km en 2025 contre 146 000 km en 2020
- réseau ferré à grande vitesse : 50 000 km en 2025 contre 38 000 km en 2020
- lignes de métro dans les zones urbaines : 10 000 km en 2025 contre 6 600 km en 2020
- réseau d'autoroutes : 190 000 km en 2025 contre 161 000 km en 2020

## Transport ferroviaire

Le réseau ferré de la république populaire de Chine
LGV à 300-350 km/h
LGV à 200–299 km/h
Lignes classiques avec services CRH/CR
Lignes classiques sans services CRH/CH

Le rail est le principal mode de transport en Chine. Les chemins de fer chinois ont transporté, en 2003, 2,2 milliards de tonnes de fret et de 478,9 trillions de passagers-kilomètres. Seuls l'Inde avait plus de passagers-kilomètres et les États-Unis plus de tonnes-kilomètres. La Chine possède le second plus grand réseau de chemin de fer avec près de 144 000 km en décembre 2020, alors qu'il n'était que de 67 524 km en 1999. Ce total comprend plus de 100 000 km de voies normales (à 1 435 mm d'écartement) soit 69,5 % électrifiés et plus de 56 000 km en double voie, soit près de 39 % du réseau. Le réseau comprend encore plus 3 600 km de voie avec un autre écartement comme 1 000 mm ou 750 mm, pour les lignes industrielles, pour le Trans-Mandchourien, pour les voies larges russes, pour la ligne dite « du Tonkin » vers le Vietnam, etc. 
En décembre 2020, 39 000 km sont aménagés pour la grande vitesse ferroviaire. Le réseau ferré comprenait 15 456 locomotives tant électriques que diesel, avec près de 520 000 wagons pour le fret et 40 000 voitures pour le trafic passager. 
À l'Ouest, seul le tronçon Lanzhou - Urumqi (au nord du désert du Taklamakan) est électrifié. La ligne ferroviaire Qing-Zang de 1 080 km a été construite pour désenclaver le Tibet. Elle part de Golmud pour arriver à Lhassa. Cette ligne a été achevée le 1er juillet 2006. Elle est aussi la plus haute ligne du monde, en passant par le col des Tangula Shankou à 5 072 m d'altitude, alors que près de 960 km sur les 1 080 km se situent à une altitude supérieure à 4 000 m d'altitude. Les voitures sont équipées pour la haute altitude (système de pressurisation, circuits d'alimentation en oxygène et protection contre les rayons ultra-violets). La ligne devrait être étendue de 254 km jusqu'à Shigatse en 2010.

## Transport urbain

### Métro

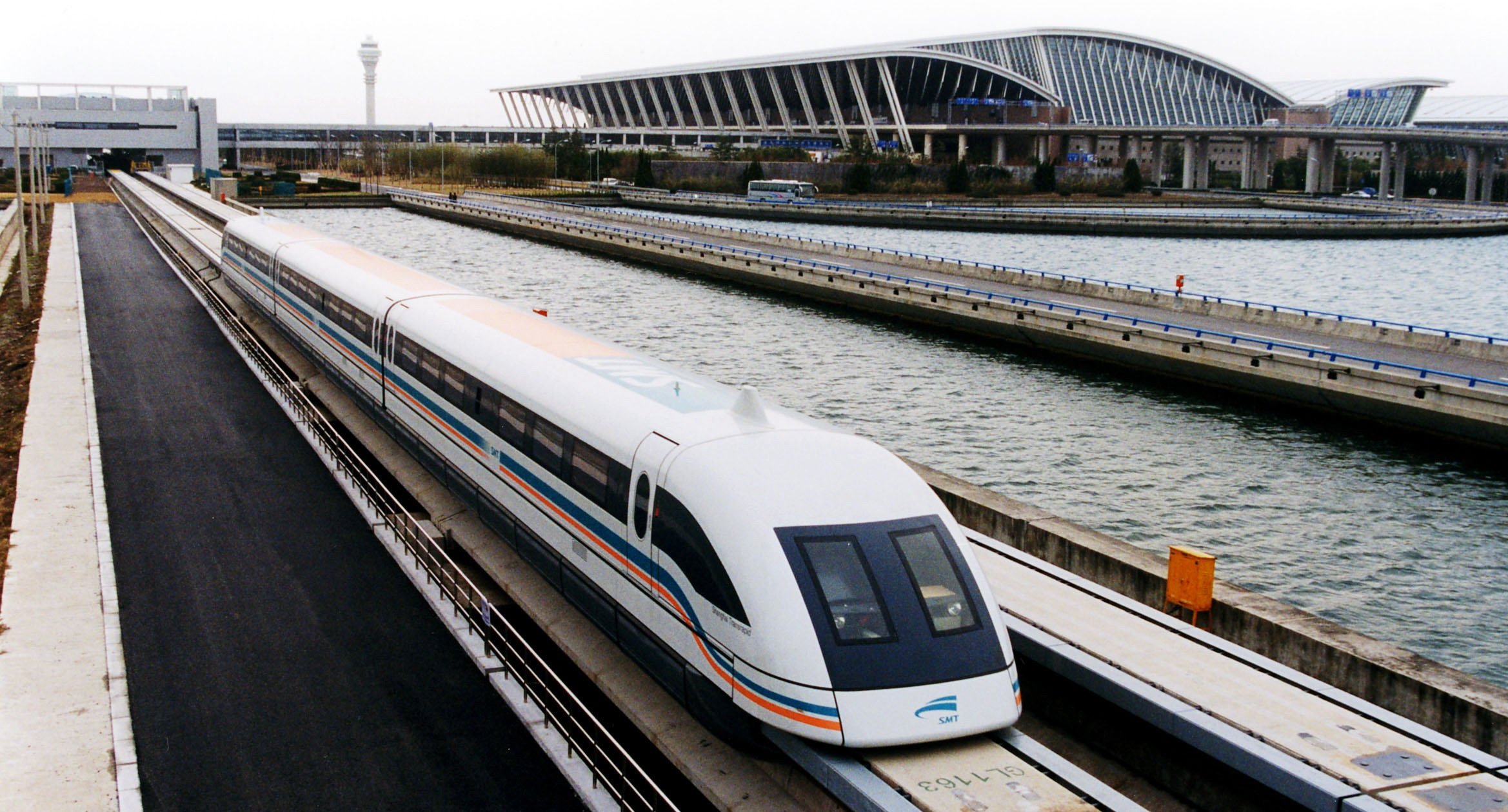
Le Transrapid près de l'aéroport international de Shanghai-Pudong.

En 2020, les villes de Pékin, Shanghai, Macao, Hong Kong, Canton, Changchun, Chongqing, Changsha, Hangzhou, Nankin, Wenzhou, Shenzhen, Tianjin, Changzhou, Wuhan, Chengdu, Suzhou, Wuxi, Dalian, Harbin, Qingdao, Jinan, Lanzhou, Shenyang, Hohhot, Xuzhou, Zhengzhou, Ningbo, Hefei, Kunming, Nanning, Xiamen, Wuxi, Nanchang, Fuzhou, Shijiazhuang, Dongguan, Guiyang, Changzhou, Urumqi, Foshan possèdent actuellement un réseau de métro (souvent en extension), alors que des métros sont en construction dans les villes de Taiyuan, Luoyang, Nantong, Jiaxing, Jinhua, Wuhu, Taizhou, Shaoxing, Liuzhou, Sanya.
Le métro de Pékin, ouvert en 1969, dispose actuellement de 17 lignes, 319 stations et 527 km de voies. Le métro de Canton, ouvert en 1997, dispose, en 2017, de 10 lignes, 184 stations et 306,8 km. Le métro de Shanghai, ouvert en 1995,  dispose, en 2017, de 14 lignes, 364 stations et 588 km, ce qui est le réseau de métro le plus étendu du monde. De plus, la ville possède une ligne de train à sustentation magnétique, dénommée Transrapid de Shanghai, qui relie le centre de Shanghai à l’aéroport international de Shanghai-Pudong, ouvert en 2003, le projet a coûté 1,2 milliard de dollars. C’est le premier train commercial à sustentation magnétique à grande vitesse.
Le métro de Tianjin, a ouvert en 1970, il possède 7 lignes sur 153,9 km. Le métro de Shenzhen a ouvert en 2004, avec 8 lignes, 199 stations, et 286,2 km de voies. Le Métro de Hong Kong, construit en 1979, comprend 10 lignes sur 218,2 km de voies, il a fusionné avec le Kowloon-Canton Railway en 2007. Un métro est en construction à Macao, il devrait comprendre en 2013, 2 lignes avec 23 stations et 20 km de voies.

### Vélo
Le vélo fut l'emblème de la révolution culturelle en Chine et le seul moyen de transport de millions de Chinois. Si l'utilisation de la voiture s'est développée depuis 1995, le vélo reste très utilisé, avec 540 millions d'utilisateurs en 2003. L'utilisation du vélo électrique se développe.

## Transport routier

Le réseau autoroutier national de la République populaire de Chine (2022).

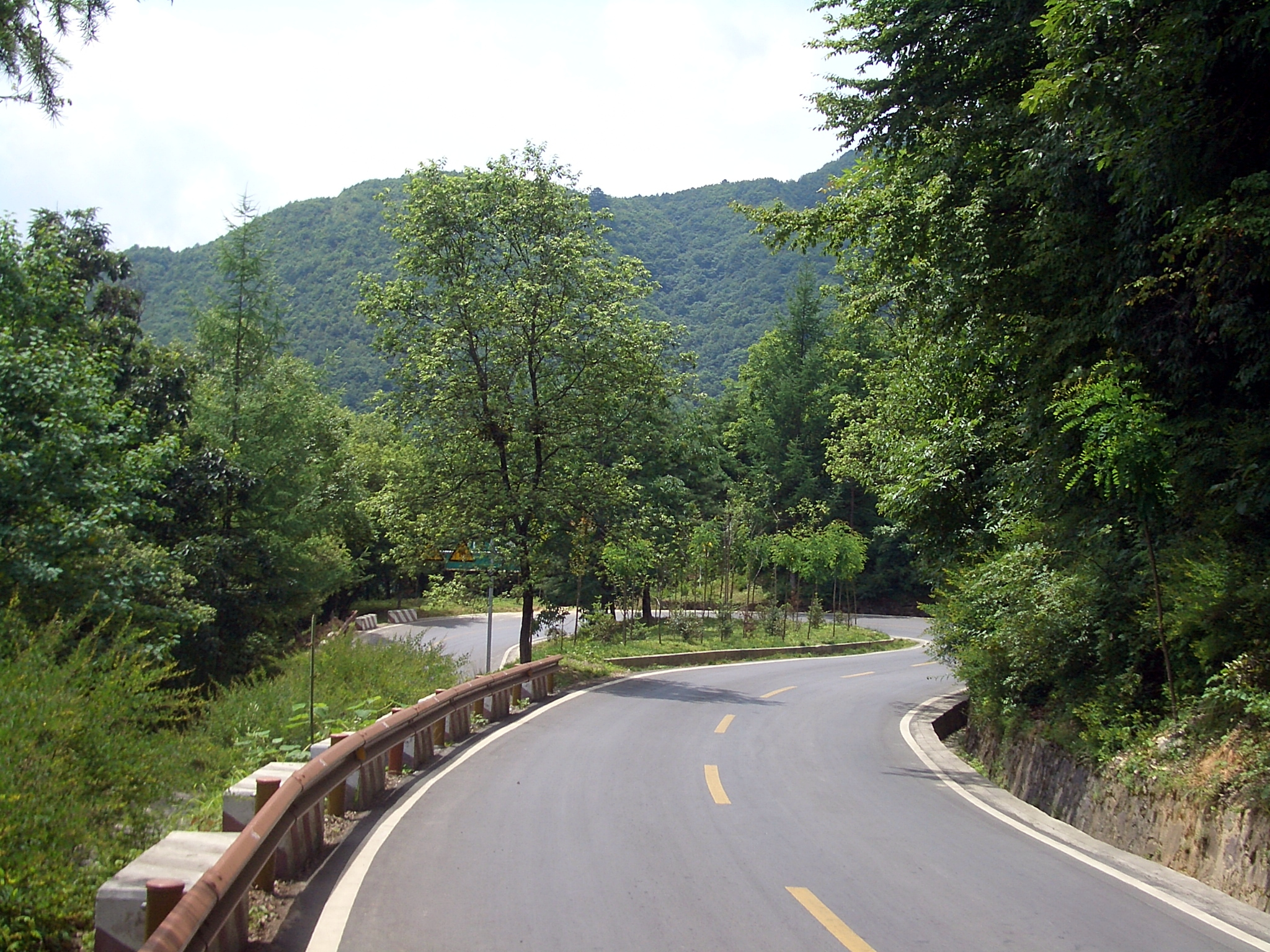
Route nationale 209 dans le parc national de Shennongjia (Hubei).

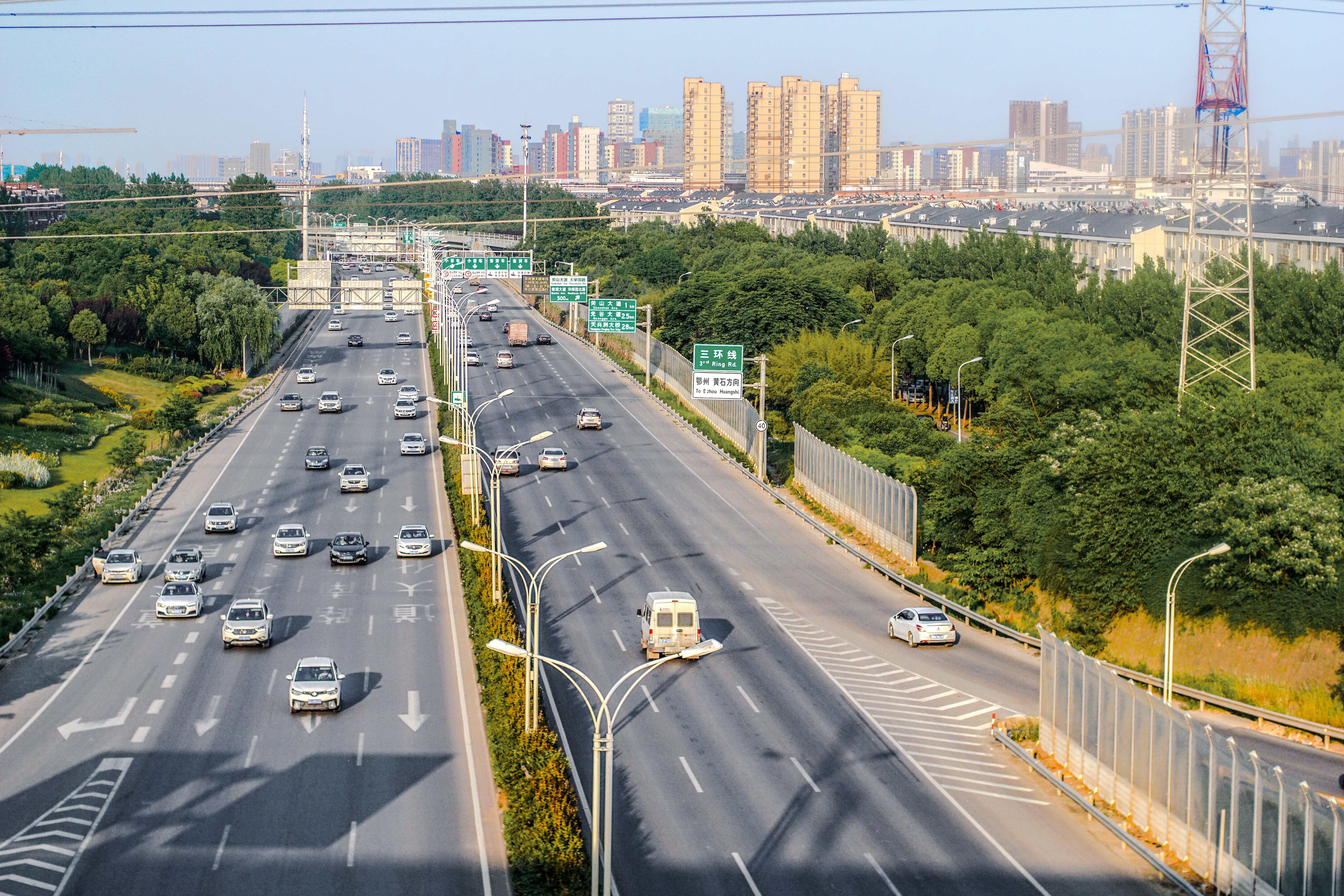
Troisième périphérique de Wuhan.

Au cours des dernières décennies, la Chine a considérablement développé son réseau routier : 888 300 km de routes en 1980 ; 1 679 800 km en 2000 ; 4 008 200 km en 2010 et 5 198 100 km en 2020. Le réseau autoroutier, qui comptait à peine 50 km en 1990, a été très rapidement étendu à partir du milieu des années 1990 : 16 300 km en 2000 ; 74 100 km en 2010 ; 123 500 km en 2015 et 161 000 km en 2020.
Le transport routier est en pleine expansion dans le milieu des années 2000, il réalise 13,5 % du trafic de fret avec près de 11,6 milliards de tonnes et 49,1 % du trafic passager, avec près 769,6 trillions de passagers-kilomètres en 2003. La motorisation est rapide, bien qu'elle soit encore faible par rapport aux autres pays en développement tel que la Russie et le Brésil. 
En 2002, il y avait 12 millions de véhicules transportant des passagers et 8,1 millions camions, alors qu'en 2003, ces chiffres étaient passés respectivement à 14,8 millions et 8,5 million. Pékin est la ville la plus motorisée de Chine avec 11 voitures pour 100 habitants soit près de 1,3 million de voitures en 2004. La mise en circulation de poids lourds serait passée, en 2003, à 1,1 million d'unités par an, alors que celle des bus serait à 1 million d'unités par an. La mise en circulation automobile serait, quant à elle, passée de 2 millions d'unité en 2002 à 5 millions en 2003.
Au 30 juin 2022, d'après les statistiques du ministère de la Sécurité publique, la Chine comptait 406 millions de véhicules à moteur en circulation, dont 310 millions de voitures. À la même date, le nombre de conducteurs de véhicules à moteur titulaires d'un permis de conduire a atteint 492 millions, dont 92,3 % de conducteurs de voitures
Au cours de l'année 2021, 24,22 millions de véhicules de tourisme ont été commercialisés ainsi que 4,793 millions de véhicules commerciaux. Le nombre de véhicules à batterie électrique vendus au cours de l'année s'est élevé à 2,916 millions, dont 448 000 pour le mois de décembre.
De nombreux bus relient les différents villes de Chine. Il existe des bus couchettes (卧铺汽车, wòpù qìchē) pour les voyages longue distance de nuit.
Les tués sont au nombre de 497 pour 8,2 millions d'habitants dans le Hainan, et 9959 pour 83 millions d'habitants dans le Guangdong en 2005.
Pour des raisons techniques, il est temporairement impossible d'afficher le graphique qui aurait dû être présenté ici.

## Transport fluvial

Carte du Grand Canal sous les Tang (618-908).

La Chine possède depuis 1999, un réseau de voies navigables de 110 000 km. En 2003, ces voies navigables voient passer près de 1,6 milliard de tonnes de fret et de 6,3 trillions de passagers-kilomètres à partir de 5 100 ports intérieurs. 
Les principaux cours d'eau navigables sont le Yangzi Jiang, l'Amour, la rivière Xiang, la rivière des Perles, le Huangpu, la rivière Li, le Xi Jiang et le Grand Canal. Le Yangzi Jiang est navigable par des navires de 10 000 tonnes jusqu'à Wuhan. À partir de là, le Yangzi Jiang n'est navigable que pour des navires de 1 000 tonnes et ce, jusqu'à Chongqing. Le Grand Canal est le plus long canal du monde avec 1 794 km de voies navigables en desservant 17 villes dont Pékin et Hangzhou. Il relie cinq grands fleuves : le Hai He, le Huai He, le fleuve Jaune, le Qiantang et le Yangzi Jiang.

## Transport maritime

### Ports

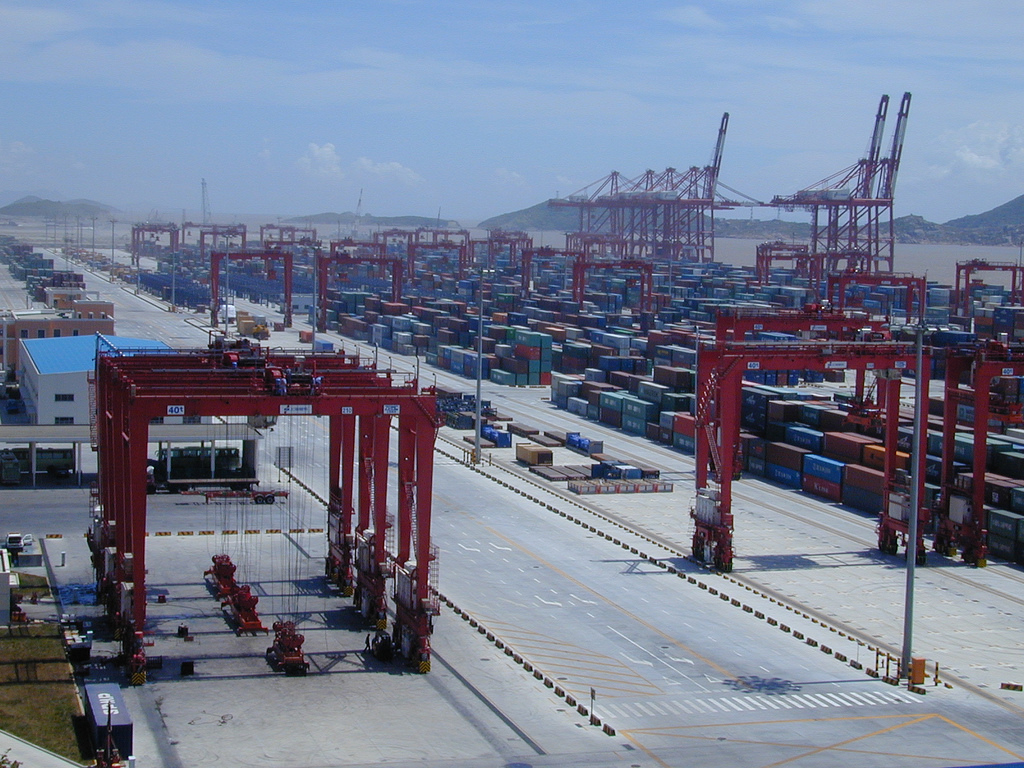
Le port de Yangshan près de Shanghai.

La Chine compte plus de 2 000 ports, dont 130 sont ouverts aux navires étrangers. La Chine a seize grands ports maritimes ayant une capacité de plus de 50 millions de tonnes par an. La capacité totale de manutention des ports chinois est supérieure à 2,89 milliards de tonnes.  
Les principaux ports sont ceux des villes de Beihai, Canton, Dalian, Dandong, Fuzhou, Haikou, Hankou, Huangpu, Jiujiang, Lianyungang, Nankin, Nantong, Ningbo, Qingdao, Qinhuangdao (spécialisé dans le transport de charbon par vraquier), Rizhao, Sanya, Shanghai, Shantou, Shenzhen, Tianjin, Weihai, Wenzhou, Xiamen, Yangzhou, Yantai et Zhanjiang. Les sept plus grands terminaux portuaires sont ceux de Canton, Dalian, Nankin, Ningbo, Qingdao, Qinhuangdao et Shanghai. En outre, Hong Kong est depuis longtemps un grand port international, qui est cependant en perte de vitesse par rapport aux autres ports chinois, depuis l'ouverture en 1985 des zones économiques spéciales (ZES). 
En 2020, le trafic total de l'ensemble des ports maritimes chinois s'est élevé à 9,48 milliards de tonnes. Cinq ports ont un trafic total supérieur à 500 millions de tonnes (Mt) : Ningbo-Zhoushan (1 117,24 Mt) ; Shanghai (651 Mt) ; Guangzhou (Canton) (612,3 Mt) ; Qingdao (604,6 Mt) et Tianjin (502,9 Mt). Dix autres ports ont un trafic compris entre 200 et 500 Mt.
Pour les conteneurs, cinq ports maritimes chinois ont un trafic supérieur à 20 millions d'EVP en 2020. Shanghai (43 M d'EVP) se classe premier dans le monde devant Singapour, suivi par quatre autres ports chinois : Ningbo-Zhoushan (28,7) ; Shenzhen (26,5) ; Guangzhou (Canton) (26,5) et Qingdao (22).

### Flotte marchande
Au début des années 2000, les navires composant la flotte marchande chinoise proviennent principalement des chantiers navals japonais et coréens. La production locale est cependant en progression rapide, surtout depuis la mise en service en 2010 du chantier naval de Waigaoqiao, sur île de Changxing, près de Shanghai, qui est le plus grand chantier naval du monde. En 2020, les chantiers navals chinois ont livré des navires totalisant 38,53 millions de tonnes de port en lourd, ce qui représente 43,1 % de la construction navale mondiale, devant la Corée du Sud (27,3 %) et le Japon (25,2 %). Cette production reste cependant dominée par des types de navires à faible valeur ajoutée et à faible technologie, en particulier des vraquiers, qui représentent la moitié des livraisons, des pétroliers et des porte-conteneurs. Afin d'augmenter le niveau technologique de la construction navale, l'objectif stratégique Made in China 2025 met ainsi l'accent sur l'élimination des capacités de production bas de gamme, l'augmentation des investissements en R&D, l'amélioration du niveau de concentration et de l'efficacité de l'industrie, et la réalisation d'une percée dans la construction de grands navires de croisière de luxe. Dans cette perspective, est réalisée en 2019 la fusion des deux principales entreprises d'État, China State Shipbuilding Corporation (CSSC) et China Shipbuilding Industry Corporation (CSIC). La nouvelle entité, China Shipbuilding Group, devient la première entreprise mondiale du secteur.

## Pipelines

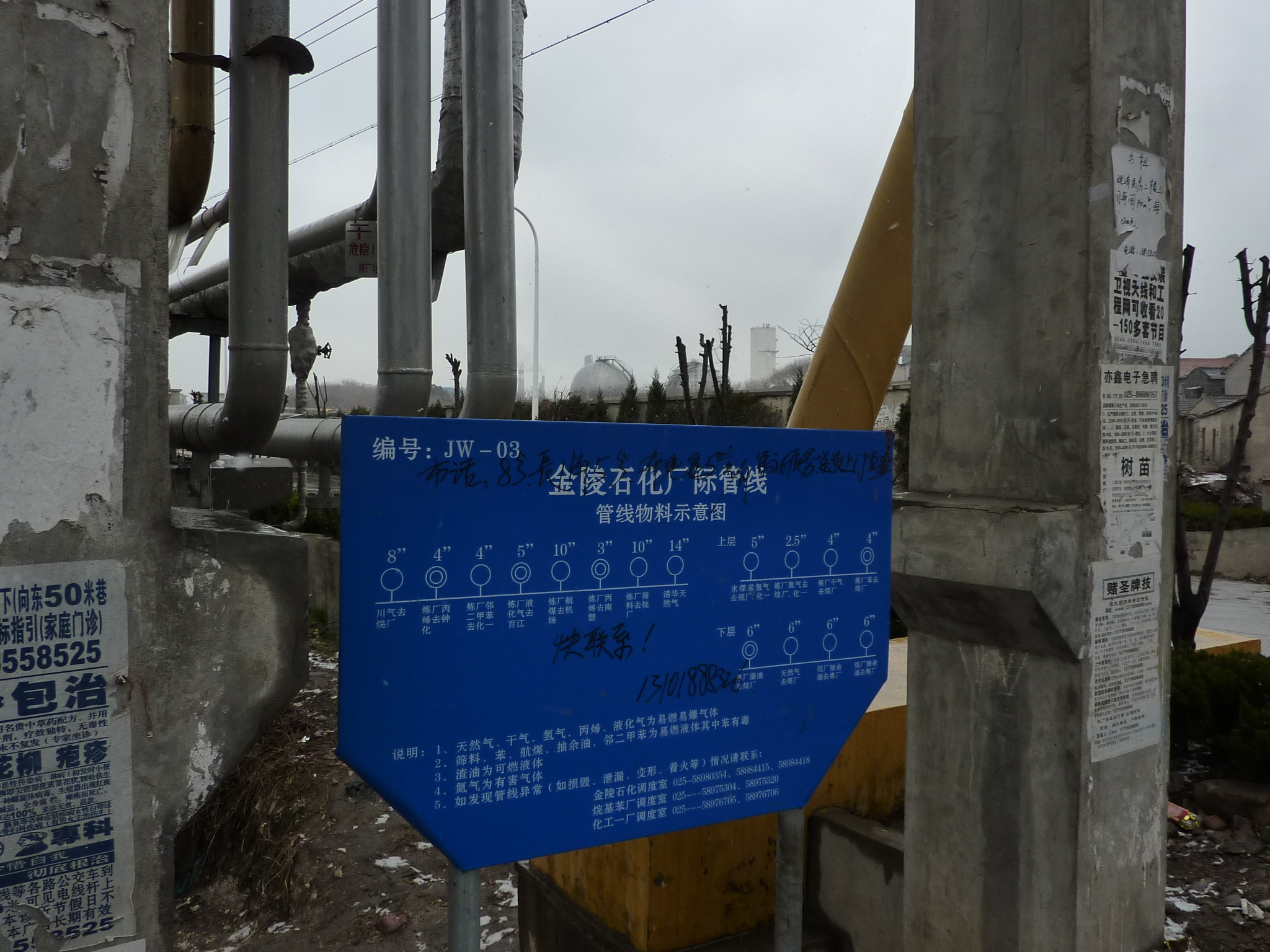
Pipelines se connectant à la raffinerie de pétrole de Jinling.

En 2006, la Chine avait 22 664 km de gazoducs, 15 256 km d’oléoducs, et 6 106 km de pipelines pour les produits raffinés. Ces pipelines ont transporté 219,9 millions de tonnes de pétrole et de gaz naturel en 2003. 
La construction d'un pipeline de 4 200 km de long entre le Xinjiang et Shanghai a été achevée en 2004. Le gouvernement espère que l'utilisation de gaz naturel aidera à réduire l'utilisation du charbon qui est responsable d'une grande partie de la pollution de l'air.

## Transport aérien

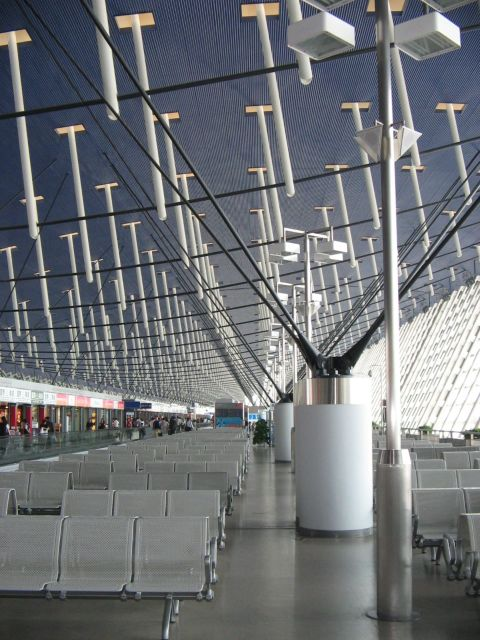
L'aéroport international de Shanghai-Pudong.

### Aéroports
En 2005, le secteur aérien chinois a transporté près de 22,17 millions de tonnes de fret et 138 millions de passagers. Le pays détient, en 2007, 467 aéroports dont 324 ayant des pistes goudronnées. Le pays possède de plus, en 2007, 35 héliports.
Le trafic aérien de la Chine est surtout lié aux aéroports de Pékin, de Hong Kong, de Shanghai-Pudong, de Shanghai Hongqiao et de Guangzhou Baiyun. Ils sont, respectivement, les hubs d'Air China, de China Eastern Airlines et de China Southern Airlines. 
Parmi les autres grands aéroports chinois, l'on peut citer l'aéroport de Chongqing, l'aéroport de Nankin, l'aéroport de Dalian, l'aéroport de Shenzhen et l'aéroport de Tianjin. Mais d'autres grands aéroports sont situés également à Chengdu, à Hangzhou, à Harbin, à Hohhot, à Kunming, à Qingdao, à Shenyang, à Urumqi, à Xiamen et à Xi'an. 

### Compagnies aériennes

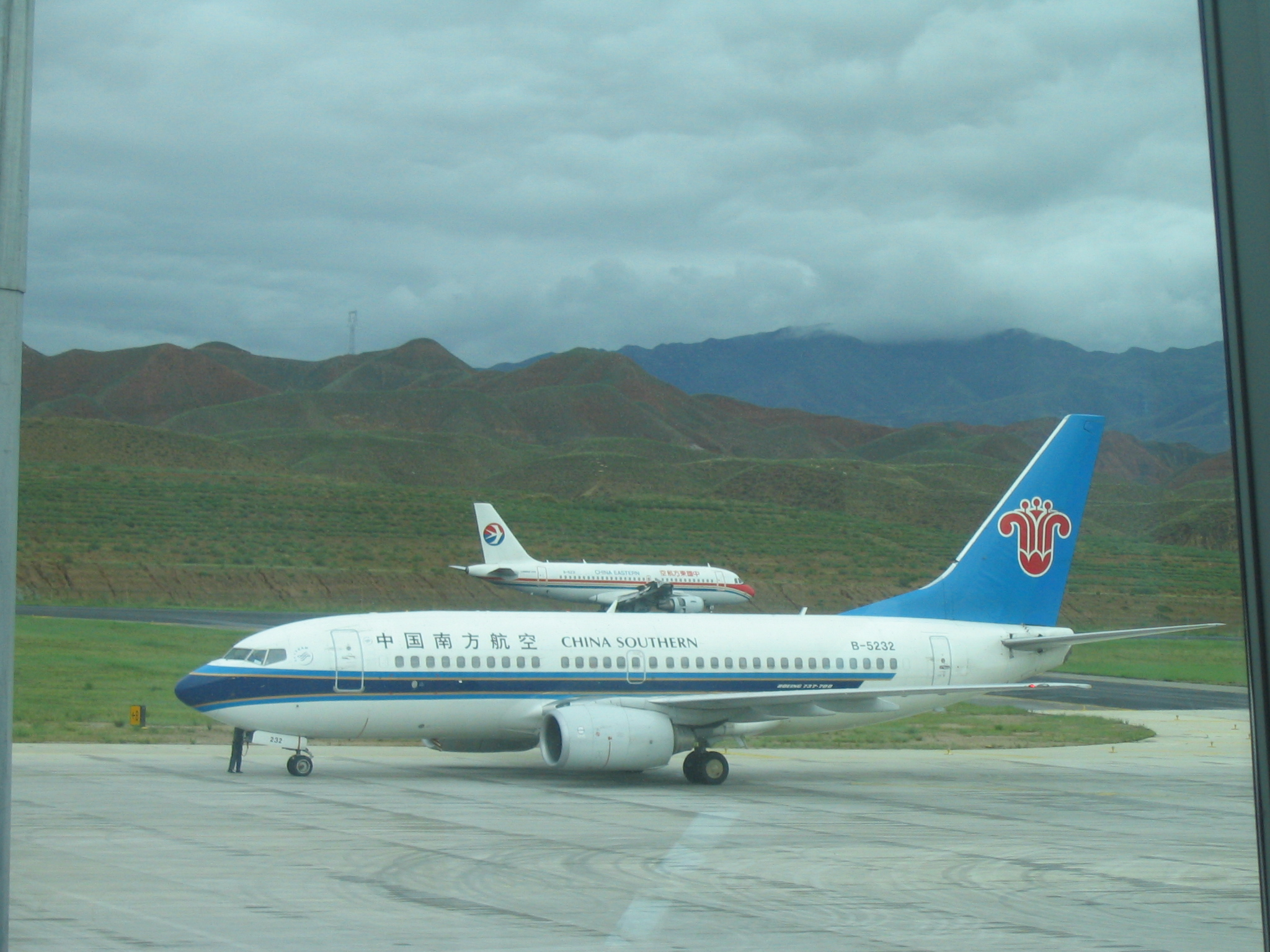
Un appareil de la China Southern Airlines à l'aéroport de Xining.

L'administration de l'aviation civile de Chine (CAAC), fut créée, en tant qu'organisme gouvernemental en 1949, pour exploiter la flotte aérienne commerciale de la Chine. La CAAC fut scindée en 1987 en six compagnies semi-autonomes, alors que CAAC devient un organisme de régulation et de réglementation aérienne, tout en étant le principal actionnaire des compagnies chinoises. 
En 2002, le gouvernement a fusionné les neuf plus grandes compagnies aériennes en trois groupes régionaux : Air China avec à l'époque un chiffre d'affaires de 7 milliards de dollars, 20 000 salariés et 15,6 millions de passagers transportés ; China Eastern Airlines avec un chiffre d'affaires de 6 milliards de dollars, 19 000 salariés et 16,2 millions de passagers transportés ; et China Southern Airlines, avec un chiffre d'affaires de 4,7 milliards de dollars, 30 000 salariés et 24,1 millions de passagers transportés, toujours en 2002. 
Ces trois compagnies opèrent la plupart des vols extérieurs de la Chine. Il reste cependant de nombreuses compagnies régionales telles Hainan Airlines, Shanghai Airlines, Shandong Airlines, Xiamen Airlines, Shenzhen Airlines et Sichuan Airlines. Ensemble, ces neuf compagnies aériennes ont une flotte combinée de près de 860 avions en 2006 et de près de 1 580 en 2010.

### Hélicoptères
En 2021, la Chine possède la deuxième plus grande flotte d'hélicoptères civils dans la région Asie-Pacifique derrière le Japon et constitue le marché qui se développe le plus rapidement dans la région avec 802 hélicoptères civils en service, chiffre en hausse constante depuis 2016

## Source
- (en) Cet article est partiellement ou en totalité issu de l’article de Wikipédia en anglais intitulé « Transport in China » (voir la liste des auteurs).